# Wisdom
Wisdom is een plaats (census-designated place) in de Amerikaanse staat Montana, en valt bestuurlijk gezien onder Beaverhead County.

## Demografie
Bij de volkstelling in 2000 werd het aantal inwoners vastgesteld op 114.

## Geografie
Volgens het United States Census Bureau beslaat de plaats een oppervlakte van
2,5 km², geheel bestaande uit land. Wisdom ligt op ongeveer 1844 m boven zeeniveau.

## Plaatsen in de nabije omgeving
De onderstaande figuur toont nabijgelegen plaatsen in een straal van 72 km rond Wisdom.